# Manuel Joaquim Sanelo
Manuel Joaquim Sanelo i Lagardela (Xàtiva, 1760 - València, 23 de juny de 1827), va ser un metge i lingüista valencià.

## Biografia

### Estudis i vida professional
Els seus pares van ser Joaquín Sanelo, natural de la ciutat italiana de Cremona, i Manuela Lagardera. Manuel Joaquim va estudiar medicina a la Universitat de València i gràcies al seu domini de les llengües antigues va aconseguir un càrrec com a escrivà en la Secretaria de l'Ajuntament de València. També va ser un lector entusiasta del valencià antic i molts dels documents de l’Arxiu Municipal van ser la font principal per elaborar les seues obres. Manuel Joaquim Sanelo va restar pràcticament desconegut fins que l'any 1961 el filòleg canadenc d'origen armeni Joseph Gulsoy va presentar a la Universitat de Chicago una tesi doctoral sobre ell. Actualment té un carrer dedicat a Xàtiva.

### Pensament i contribució a la llengua
Manuel Joaquim Sanelo va ser un defensor de la llengua. Francesc Ferrer Pastor cita en el seu Diccionari de la Rima aquestes paraules que l'autor xativí va escriure a Joan Baptista Escorihuela en el Diario de Valencia referint-se a la llengua i el seu cultiu: «...haguda que sia (la llavor), de mantinent s'ha de percurar lo camp a ús e costum de bon pagés, dant-li les relles o recs que haja ops son temps, femetjant-lo bé e birbant-lo de les males herbes e veces que proïxca, perquè no faça damnatge als esplets». En aquesta carta, el lingüista xativí va denunciar la infidelitat dels escriptors valencians a la llengua autòctona que s'havia intensificat arran de la implantació dels Decrets de Nova Planta a començament del segle xviii. A més, considerava que la llengua del seu temps havia estat abandonada i era plena de vulgarismes i barbarismes. Per aquest motiu, va propugnar un model de llengua literària depurada basada en els clàssics valencians del segle xv i va adoptar un estil excessivament arcaïtzant. Tanmateix, en paraules del filòleg Joseph Gulsoy, Sanelo tenia «un excel·lent sentit de lingüista» perquè en el Diccionario Valenciano-Castellano va indicar sovint les fonts consultades i va incorporar un lèxic divers i ric, amb un gran nombre d'arcaismes i variants dels pobles al sud de València.
Amb l’Ensayo i el Diccionario Valenciano-Castellano, Sanelo va continuar el treball lexicogràfic que va dur a terme Carles Ros en el Diccionario Valenciano-Castellano de 1764. Segons Manuel Sanchis i Guarner, Sanelo va ser el més actiu i eficient lingüista dels erudits valencians de la seua generació i d’acord amb Joseph Gulsoy, va ser «el primer lexicógrafo de la llengua catalana que obrara con criterio y juicio acertados de lingüista para la formación de un diccionario general de su idioma» i el seu mètode de compilació no va ser superat per cap altre lingüista fins a l’època de Marià Aguiló.

## Obres
Va escriure, entre d'altres, les obres:
- Diccionario Valenciano-Castellano (1800), inèdit i conservat a la Biblioteca Mazarina de París, fins que es va publicar el 1964 (quan se'n va fer una edició a càrrec de Joseph Gulsoy). El manuscrit consta de 212 fulls a doble cara i conté més de 9000 articles sense tenir en compte els plurals dels substantius i adjectius.[3]
- Ensayo de un Diccionario Valenciano-Castellano amb un apèndix de verbs (1800). Inèdit també fins al 1964.
- Silabario Valenciano-Castellano (c. 1805) de Manuel Joaquim Sanelo, presentat a la Societat Econòmica dels Amics del País i perdut fins que l’any 1972 es va trobar en un trasllat de la Biblioteca de la Societat. El Silabario consta de 60 pàgines i conté més de 1718 entrades[4] ordenades alfabèticament i amb definicions en castellà.[5]